# The Tallest Man on Earth
The Tallest Man on Earth (właściwie Kristian Matsson; ur. 30 kwietnia 1983 w Leksand) – szwedzki piosenkarz i tekściarz. W 2008 r. nagrał swój pierwszy długogrający album pod tytułem Shallow Grave. Jest byłym mężem szwedzkiej wokalistki Amandy Bergman, znanej pod pseudonimem Idiot Wind.

## Dyskografia

### Albumy studyjne
- Shallow Grave (2008)
- The Wild Hunt (2010)
- There's No Leaving Now (2012)
- Dark Bird Is Home (2015)

### EP
- The Tallest Man on Earth (2006)
- Sometimes the Blues Is Just a Passing Bird (2010)

### Single
- The Gardener
- The King of Spain
- The Wild Hunt
- Pistol Dreams
- The Dreamer
- Weather of a Killing Kind
- 1904
- Sagres
- Dark Bird Is Home